# 天主教聖克魯茲總教區
天主教聖克魯茲總教區（拉丁語：Archidioecesis Sanctae Crucis de Sierra）是羅馬天主教在玻利維亞的一個教省總教區，成立於1605年7月15日。1975年7月30日升為總教區，下轄天主教聖伊納格西奧教區。現任總主教為胡里奧·特倫西樞機（自1991年2月6日），座堂為聖羅倫索聖殿。
根據2005年《宗座年鑑》，2004年該總教區有1,600,000名教友、189名司鐸、218名修士、494名修女，和70個堂區。